# Ronnie Jackson
Ronnie Jackson (30 juli 1977) is een Surinaams taekwondoka en coach.

## Biografie
Ronnie Jackson deed mee aan verschillende internationale toernooien en behaalde zilver tijdens de Dutch Open van 1999 en brons tijdens de Military World Games van 2011. Zijn vrouw, Elly Tjappa, beoefent eveneens taekwondo op internationaal wedstrijdniveau.
Jackson is rond 2018 trainer en coach bij de taekwondoschool Yu-Sin, die in de jaren 1970 werd opgericht door Ramon Tjon A Fat. Een van zijn pupillen is de kampioen Tosh van Dijk.

## Palmares
Hij streed mee aan verschillende internationale kampioenschappen, waaronder de Universiade (2003), het  Wereldkampioenschappen taekwondo (2003 en 2009) en kwalificatierondes voor de Olympische Spelen (2004). Hij behaalde eremetaal op de volgende toernooien:
- 1999:  Dutch Open
- 2011:  Military World Games